# Pi Puppidi

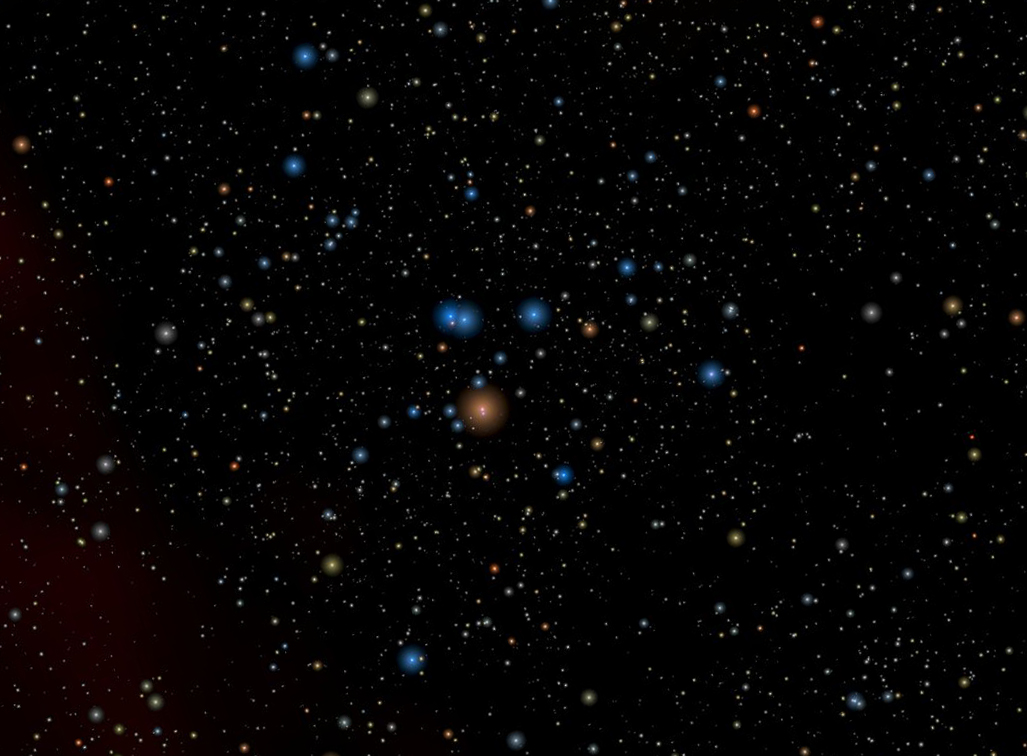
La stella Pi Puppis, arancione; il radiante meteorico delle Pi Puppidi si trova nella sua direzione.

Le Pi Puppidi sono uno sciame meteorico associato alla cometa Grigg-Skjellerup.
La corrente cometaria è visibile intorno al 23 aprile, ma solo negli anni in cui la cometa è al perielio; l'ultima volta accadde nel 2003. Tuttavia, in seguito alla perturbazione dell'orbita della cometa causata dal pianeta Giove, non si sa né quanto intensa sarà al prossimo transito, né se ci sarà ancora lo sciame; nel 2008 la cometa si è riavvicinata alla Terra.
Il nome dello sciame deriva dal fatto che il suo radiante si trova in direzione della Poppa, alcuni gradi a sud della stella Pi Puppis, ad una ascensione retta di 112° e una declinazione di −45°; questo fa sì che lo sciame sia visibile solo da osservatori posti nell'emisfero australe o in prossimità dell'equatore.
Il radiante fu scoperto nel 1972 e lo sciame può essere osservato ogni 5 anni, ossia ad ogni perielio della cometa generatrice; il tasso orario zenitale è spesso molto basso. La loro sigla internazionale è PPU.